# Baldovino de Ligne
Baldovino Maria Lamorale de Ligne (Parigi, 27 novembre 1918 – Belœil, 3 marzo 1985) è stato un principe belga, figlio primogenito del principe Eugenio de Ligne.

## Biografia

### Infanzia

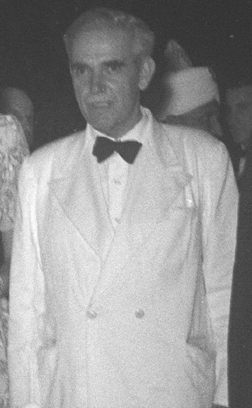
Eugenio II di Ligne

Baldovino era il figlio maggiore di Eugenio de Ligne e Filippina de Noailles (1898-1991). I suoi fratelli minori erano la principessa Isabella (1921-2000), la principessa Yolanda (1923), e il principe Antonio (1925-2005).

### Principe di Ligne

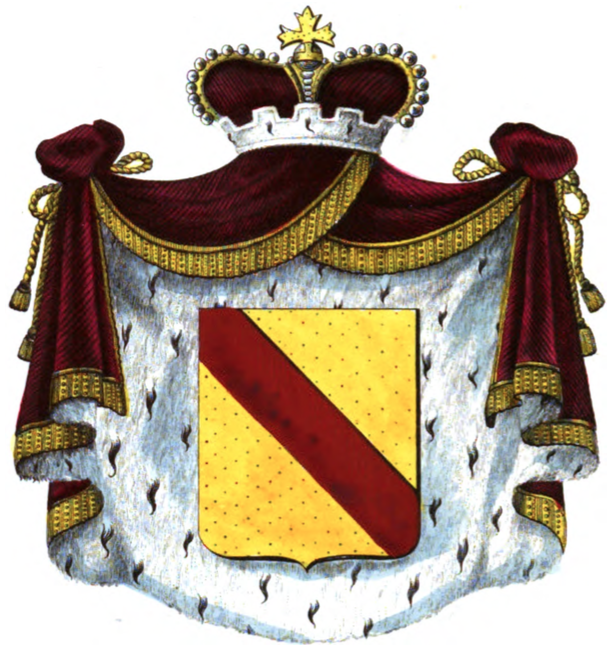
Stemma del Casato di Ligne

In seguito alla morte del padre, divenne il XII Principe di Ligne e capo di una delle famiglie nobili belghe più prestigiose. 

### Morte
Dopo la sua morte, avvenuta nel 1985, senza discendenza, suo fratello Antonio gli succedette come XIII Principe di Ligne e del Sacro Romano Impero.

## Ascendenza
|                                                     |                                              |                                       | Genitori                                     |  |  | Nonni |  |  | Bisnonni           |  |  | Trisnonni              |  |
|                                                     |                                              |                                       |                                              |  |  |       |  |  | 8. Enrico di Ligne |  |  | 16. Eugenio I di Ligne |  |
|                                                     |                                              |                                       |                                              |  |  |       |  |  | 8. Enrico di Ligne |  |  | 16. Eugenio I di Ligne |  |
|                                                     |                                              | 17. Melania di Conflans d'Armentières |                                              |  |  |       |  |  | 8. Enrico di Ligne |  |  |                        |  |
| 4. Ernesto di Ligne                                 |                                              |                                       |                                              |  |  |       |  |  | 8. Enrico di Ligne |  |  |                        |  |
|                                                     |                                              | 9. Margherita di Talleyrand-Périgord  | 18. Ernesto di Talleyrand-Périgord           |  |  |       |  |  |                    |  |  |                        |  |
|                                                     |                                              | 9. Margherita di Talleyrand-Périgord  | 18. Ernesto di Talleyrand-Périgord           |  |  |       |  |  |                    |  |  |                        |  |
|                                                     |                                              | 9. Margherita di Talleyrand-Périgord  | 19. Maria Luisa Le Peletier de Mortefontaine |  |  |       |  |  |                    |  |  |                        |  |
| 2. Eugenio II di Ligne                              |                                              | 9. Margherita di Talleyrand-Périgord  |                                              |  |  |       |  |  |                    |  |  |                        |  |
|                                                     |                                              | 10. Rolando di Cossé-Brissac          | 20. Timoleone di Cossé-Brissac               |  |  |       |  |  |                    |  |  |                        |  |
|                                                     |                                              | 10. Rolando di Cossé-Brissac          | 20. Timoleone di Cossé-Brissac               |  |  |       |  |  |                    |  |  |                        |  |
|                                                     |                                              | 10. Rolando di Cossé-Brissac          | 21. Margherita Le Lièvre de La Grange        |  |  |       |  |  |                    |  |  |                        |  |
| 5. Diana di Cossé-Brissac                           |                                              | 10. Rolando di Cossé-Brissac          |                                              |  |  |       |  |  |                    |  |  |                        |  |
|                                                     |                                              | 11. Giovanna Maria Say                | 22. Costantino Andrea Say                    |  |  |       |  |  |                    |  |  |                        |  |
|                                                     |                                              | 11. Giovanna Maria Say                | 22. Costantino Andrea Say                    |  |  |       |  |  |                    |  |  |                        |  |
|                                                     |                                              | 11. Giovanna Maria Say                | 23. Giovanna Maria Emilia Wey                |  |  |       |  |  |                    |  |  |                        |  |
| 1. Baldovino di Ligne                               |                                              | 11. Giovanna Maria Say                |                                              |  |  |       |  |  |                    |  |  |                        |  |
|                                                     | 12. Antonio Giustino Leone Maria di Noailles | 24. Carlo Filippo Enrico di Noailles  |                                              |  |  |       |  |  |                    |  |  |                        |  |
|                                                     | 12. Antonio Giustino Leone Maria di Noailles | 24. Carlo Filippo Enrico di Noailles  |                                              |  |  |       |  |  |                    |  |  |                        |  |
|                                                     | 12. Antonio Giustino Leone Maria di Noailles | 25. Anna Maria Cecilia di Noailles    |                                              |  |  |       |  |  |                    |  |  |                        |  |
| 6. Francesco Giuseppe Eugenio Napoleone di Noailles | 12. Antonio Giustino Leone Maria di Noailles |                                       |                                              |  |  |       |  |  |                    |  |  |                        |  |
|                                                     |                                              | 13. Anna Murat                        | 26. Napoleone Luciano Carlo Murat            |  |  |       |  |  |                    |  |  |                        |  |
|                                                     |                                              | 13. Anna Murat                        | 26. Napoleone Luciano Carlo Murat            |  |  |       |  |  |                    |  |  |                        |  |
|                                                     |                                              | 13. Anna Murat                        | 27. Caroline Georgina Fraser                 |  |  |       |  |  |                    |  |  |                        |  |
| 3. Filippina Maria Cecilia Dolce di Noailles        |                                              | 13. Anna Murat                        |                                              |  |  |       |  |  |                    |  |  |                        |  |
|                                                     |                                              | 14. Arturo Dubois de Courval          | 28. Ernesto Alessio Dubois de Courval        |  |  |       |  |  |                    |  |  |                        |  |
|                                                     |                                              | 14. Arturo Dubois de Courval          | 28. Ernesto Alessio Dubois de Courval        |  |  |       |  |  |                    |  |  |                        |  |
|                                                     |                                              | 14. Arturo Dubois de Courval          | 29. Isabella Moreau                          |  |  |       |  |  |                    |  |  |                        |  |
| 7. Maddalena Maria Isabella Dubois de Courval       |                                              | 14. Arturo Dubois de Courval          |                                              |  |  |       |  |  |                    |  |  |                        |  |
|                                                     |                                              | 15. Maria Ray                         | 30. Riccardo Ray                             |  |  |       |  |  |                    |  |  |                        |  |
|                                                     |                                              | 15. Maria Ray                         | 30. Riccardo Ray                             |  |  |       |  |  |                    |  |  |                        |  |
|                                                     |                                              | 15. Maria Ray                         | 31. Maria Rebecca Boggs                      |  |  |       |  |  |                    |  |  |                        |  |
|                                                     |                                              | 15. Maria Ray                         |                                              |  |  |       |  |  |                    |  |  |                        |  |